# Латушко Павло Павлович
Павло Павлович Латушко (біл. Павел Паўлавіч Латушка, нар. 10 лютого 1973, Мінськ) — білоруський дипломат, культурний, громадський та політичний діяч, посол Білорусі у Польщі (2002—2008), Франції (2012–2019); міністр культури Білорусі (2009–2012), член тіньового Білоруського уряду у вигнанні. 

## Біографія
Закінчив юридичний факультет Білоруського державного університету (1995 р., починав навчання на історичному). Заочно закінчив Мінський державний лінгвістичний університет (1996).
У 1995–1996 роках був аташе юридичного департаменту Міністерства закордонних справ Білорусі. 
У 1996–2000 роках обіймав посади віцеконсула, консула Генерального консульства Білорусі в Білостоку, Польща. 
У 2000–2002 рр. — начальник відділу інформації, речник Міністерства закордонних справ Білорусі. 
З 6 грудня 2002 р. до 31 жовтня 2008 р. Надзвичайний і Повноважний Посол Республіки Білорусь у Польщі. Кілька разів Міністерство закордонних справ Білорусі тимчасово відкликало Павла Латушка на консультації. Свого часу був наймолодшим білоруським послом.
4 червня 2009 обійняв посаду міністра культури Білорусі.
16 листопада 2012 призначено послом Білорусі у Франції та в ЮНЕСКО. 15 січня 2019 року Указом президента Білорусі №21 його звільнили з посади. Незабаром його призначили директором Купалівського театру.
17 серпня 2020 року наказом Міністра культури Білорусі Юрія Бондаря Латушка звільнили з посади генерального директора Купалівського театру. Причиною стало те, що 14 серпня він засудив придушення мирних акцій протесту проти фальсифікацій на виборах у Білорусі. Також Латушко брав участь у демонстраціях на площі Незалежності та в «Марші за свободу» 16 серпня.
У грудні 2021 року Telegram-канал Павла Латушка було визнано «екстремістськими матеріалами» за рішенням суду Центрального району міста Мінська. У березні 2023 року мінський суд заочно засудив Латушка на 18 років суворого режиму у виправній колонії.
9 серпня 2022 року Світлана Тихановська призначила Павла Латушка представником з транзиту влади в Об'єднаному перехідному кабінеті Білорусі.
Латушко послідовно використовує білоруську мову в офіційних відносинах Член Товариства білоруської мови.
Розлучений, має дочку Яну.
8 травня 2022 взяв участь в I Форумі Вільних Народів Постросії у Варшаві 

## Критика
У жовтні 2002 року Павло Латушко звинуватив російського політика Бориса Нємцова у втручанні у внутрішні справи та підтримав його депортація з Білорусі.
«Намагання Нємцова ускладнити розвиток білорусько-російських відносин, гальмувати інтеграційні процеси, його категорична незгода з курсом на будівництво Союзної держави шкодять не тільки білорусько-російським двостороннім відносинам, а й перспективам побудови союзу».
Під час президентських виборів 2006 року Павло Латушко спровокував скандал у Польщі.
Білоруський посол взяв участь у програмі "24 години" телеканалу TVN24 у режимі телемосту. Павлу Латушку довелося відповідати на неприємні запитання ведучого про хід виборів, доступ опозиційних кандидатів до ЗМІ, арешти активістів. Наприкінці телеконференції оператор забув вимкнути камеру, а згодом оприлюднили такі слова посла:
«Я так скажу – більше ніколи не буду давати інтерв’ю вашій станції – це кошмар… Ваші журналісти… ну… те, що вони робили влітку, а зараз знову починають з президента. ... Це просто... Якби я не був послом, я перепрошую і передайте, будь ласка, йому (ведучому), я б дав йому в морду».
Павла Латушка викликали «на килим» до польського МЗС і відкликали до Білорусі для консультацій. Польські політики закликали оголосити Латушка персоною грата.
У вересні 2020 року Павло Латушко в ефірі у Володимира Соловйова не зміг відповісти на цей Крим і прийшов від відповіді на питання, чи підтримує він присутність російських військових баз на території Білорусі.